# Jeh Johnson
Jeh Johnson (ur. 11 września 1957 w Nowym Jorku, USA) – amerykański polityk, w październiku 2013 roku mianowany na sekretarza bezpieczeństwa krajowego Stanów Zjednoczonych przez prezydenta Baracka Obamę, 16 grudnia Senat Stanów Zjednoczonych zatwierdził jego nominację, a 23 grudnia został zaprzysiężony na stanowisko. Urząd sprawował do 20 stycznia 2017

## Odznaczenia
- Medal Departamentu Obrony za Wybitną Służbę Publiczną (2016)[3]